# Dacia 1301
Dacia 1301 a fost un automobil Dacia lansat în anul 1970 alături de alte două variante de echipare (Standard, Lux). Acest model era destinat membrilor importanți ai Partidului Comunist Român și membrilor importanți din cadrul Securității.
Dacia 1301 Lux Super avea dotări ce nu se aflau pe celelalte modelele, cum ar fi: instalație radio din fabrică, scaune din față supraînălțate, circuit de frână dublu, oglinzi retrovizoare exterioare, oglindă interioară cu poziție zi/noapte, parasolar pasager cu oglindă, torpedou iluminat, brichetă electrică, instalație de spălare de parbriz electrică. Totodată, modelul Dacia Lux Super 1301 era disponibil în culori închise, mai ales negru și albastru închis.
Inițial, modelele Dacia 1300 Standard, Lux, Lux Super 1301 dispuneau de o singură caroserie, cea berlină cu 4 uși și 5 locuri. Blocul motopropulsor avea capacitatea cilindrică de 1.289 cmc ce dezvolta 54 de cai putere, o viteză maximă de 144 km/h și consumul de 9,4 litri.
Toată gama 1300 a fost înlocuită în 1979 de Dacia 1310, însă a rămas în producție până în vara anului 1984.